# Сухоташлицька сільська рада
| Сухоташлицька сільська рада — колишній орган місцевого самоврядування у Вільшанському районі Кіровоградської області з адміністративним центром у с. Сухий Ташлик. Сільській раді підпорядковані населені пункти: - с. Сухий Ташлик |

## Склад ради
Рада складається з 14 депутатів та голови.

### Керівний склад ради
| ПІБ                      | Основні відомості                                                 | Дата обрання | Дата звільнення |
| ------------------------ | ----------------------------------------------------------------- | ------------ | --------------- |
| Рибачок Павло Григорович | Сільський голова, 1963 року народження, освіта, безпартійний      | 26.03.2006   | 31.10.2010      |
| Рибачок Павло Григорович | Сільський голова, 1963 року народження, освіта вища, безпартійний | 31.10.2010   |                 |

Примітка: таблиця складена за даними джерела

## Населення
Згідно з переписом УРСР 1989 року чисельність наявного населення сільської ради становила 1042 особи, з яких 444 чоловіки та 598 жінок.
За переписом населення України 2001 року в сільській раді мешкало 997 осіб.

### Мова
Розподіл населення за рідною мовою за даними перепису 2001 року:
| Мова       | Відсоток |
| ---------- | -------- |
| українська | 95,29 %  |
| російська  | 2,41 %   |
| молдовська | 1,20 %   |
| вірменська | 1,00 %   |
| болгарська | 0,10 %   |